# Hydraulisk konduktivitet
 Denne artikel bør gennemlæses af en person med fagkendskab for at sikre den faglige korrekthed.

Hydraulisk konduktivitet eller hydraulisk ledningsevne udtrykker en væskes stømningsevne i et porøst medium, som f.eks. et grundvandsmagasin. 

Den hydrauliske konduktivitet kf kan beregnes således:
{\displaystyle k_{f}={\frac {Q\cdot l\cdot \rho \cdot g}{A\cdot \Delta p}}}
eller:
{\displaystyle k_{f}={\frac {K\cdot \rho \cdot g}{\eta }}}
hvor:
kf = den hydrauliske konduktivitet i m/s,
Q = stømningsrate i m³/s,
l = længden af det porøse medium m,
ρ = væskens massefyldes, for vand 1000 kg/m³,
g = tyngdeaccelerationen = 9,81 m/s²,
A = stømningstværsnittet m²,
Δp = trykforskellen over strømningsvejen i N/m²
K = permeabiliteten i m²,
η = væskens dynamiske viskositet, for vand 10-3 Ns/m².
Som det fremgår af formlen er der en snæver sammenhæng mellem permeabilitet og hydraulisk ledningsevne.
Normalt anvendes enheden m/s.